# 6234 Sheilawolfman
6234 Sheilawolfman è un asteroide della fascia principale. Scoperto nel 1986, presenta un'orbita caratterizzata da un semiasse maggiore pari a 2,2618082 UA e da un'eccentricità di 0,1827185, inclinata di 4,00942° rispetto all'eclittica.
L'asteroide è dedicato alla polacca Sheila Wolfman, sopravvissuta all'Olocausto. 